# Równanie diofantyczne (automatyka)
W teorii sterowania równanie diofantyczne wykorzystuje się w metodzie równań wielomianowych.
Równanie diofantyczne:
{\displaystyle D(s)=A(s)a(s)+B(s)b(s)}
staje się układem równań liniowych z niewiadomymi współczynnikami dwóch wyrażeń {\displaystyle A(s)} i {\displaystyle B(s).} W niektórych sytuacjach równanie diofantyczne posiada rozwiązanie jednoznaczne, ale są też przypadki gdy wynik nie jest jednoznaczny.
Mnożąc wielomiany i łącząc potęgi {\displaystyle s{:}}
{\displaystyle D(s)=(A_{0}a_{0}+B_{0}b_{0})}{\displaystyle {}+(A_{0}a_{1}+A_{1}a_{0}+B_{0}b_{1}+B_{1}b_{0})s}{\displaystyle {}+\ldots +(A_{m}a_{n}B_{m}b_{n})s^{m+n}.}
Teraz można przyrównać współczynniki {\displaystyle D(s)} i wynikowy układ równań przedstawia się następująco:
{\displaystyle {\begin{bmatrix}a_{0}&b_{0}&0&0&\ldots &0&0\\a_{1}&b_{1}&a_{0}&b_{0}&\ldots &0&0\\\vdots &\vdots &\vdots &\vdots &\ddots &\vdots &\vdots \\a_{n}&b_{n}&a_{n-1}&b_{n-1}&\ldots &a_{0}&b_{0}\\0&0&a_{n}&b_{n}&\ldots &a_{1}&b_{1}\\\vdots &\vdots &\vdots &\vdots &\ddots &\vdots &\vdots \\0&0&0&0&\ldots &a_{n}&b_{n}\end{bmatrix}}{\begin{bmatrix}A_{0}\\B_{0}\\A_{1}\\B_{1}\\\vdots \\A_{m}\\B_{m}\end{bmatrix}}={\begin{bmatrix}D_{0}\\D_{1}\\\vdots \\D_{n+m}\end{bmatrix}}}
Powyższa macierz może być bardzo duża, ale wzorzec jest prosty: nowe współczynniki są przesuwane dalej ze strony lewej a stare współczynniki są przesuwane dalej na prawo w każdym z wierszy.

## Warunki jednoznaczności
Macierz diofantyczna ma wymiary {\displaystyle (n+m+1)\times (2m+2).} Rozwiązanie równania diofantycznego jest jednoznaczne jeśli macierz diofantyczna jest kwadratowa i przez to nie jest odwrotna. Jeśli macierz ma więcej kolumn niż wierszy, rozwiązanie staje się niejednoznaczne. Jeśli macierz ma więcej wierszy niż kolumn to bieguny układu poddawanego syntezie w metodzie równań wielomianowych nie mogą być dowolnie przesuwane.
Warunek jednoznaczności może zostać spełniony jeśli {\displaystyle m=n-1.} Rząd regulatora powinien być mniejszy o jeden niż rząd obiektu. Jeśli rząd regulatora jest wyższy, rozwiązanie nie będzie jednoznaczne. Jeśli rząd regulatora jest niższy, nie wszystkie bieguny mogą być dowolnie lokowane.